# Огоки
Огоки (на английски: Ogoki River) е река в Канада, югозападната и централна част на провинции Онтарио, десен приток на река Олбани. Дължината ѝ от 480 км ѝ отрежда 75-о място в Канада.
Река Огоки изтича от северната част на безименно езеро, разположено на 50°12′00″ с. ш. 90°11′20″ з. д. / 50.2° с. ш. 90.188889° з. д. и 412 м н.в. в югозападната част на провинции Онтарио. Тече на североизток през множество проточни езера, завива на изток, преминава през язовира Огоки (площ около 150 km2), постепенно се насочва на североизток, преминава през още няколко проточни езера и се влива отдясно в река Олбани, на 148 м н.в.
Максималният отток на реката е през май и юни, а минималния през февруари-март. Снежно-дъждовно подхранване. От ноември до края на април реката замръзва.
През 1943 г. част от водите (121 m3/s) на Огоки се пренасочват от построения язовир Огоки на юг към езерото Нипигон за повишаване на нивото му и увеличаване добива на електроенергия от ВЕЦ-вете, построени надолу по река Нипигон.